# Mougon-Thorigné

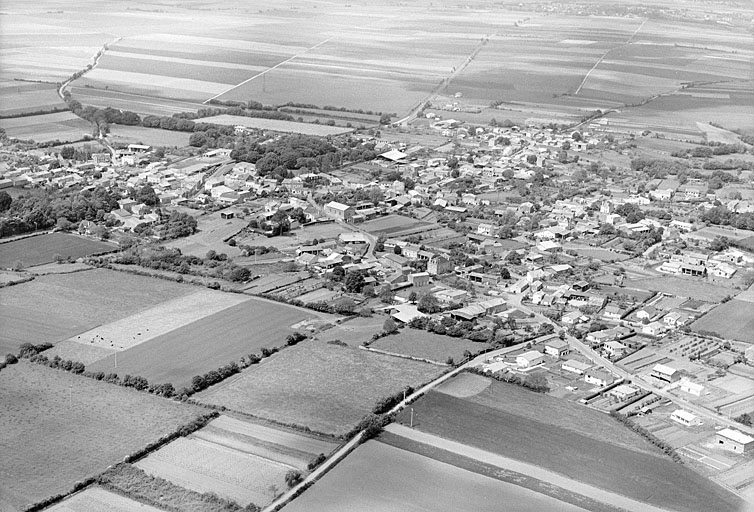
Luftaufnahme von Mougon

Mougon-Thorigné ist eine ehemalige französische Gemeinde, die von 2017 bis 2019 bestand. Sie gehörte zum Département Deux-Sèvres in der Region Nouvelle-Aquitaine, zum Arrondissement Niort und zum Kanton Celles-sur-Belle. Die Gemeinde hatte 3417 Einwohner (Stand: 1. Januar 2015) auf einer Fläche von 38,55 km². Sie lag auf einer Höhe von 44 bis 144 m über dem Meer. Die Postleitzahl war 79370, der INSEE-Code 79185.
Mougon-Thorigné entstand als Commune nouvelle mit Wirkung vom 1. Januar 2017 aus dem Zusammenschluss der bisherigen Gemeinden Mougon und Thorigné. Am 1. Januar 2019 wurde die Gemeinde mit Aigonnay und Sainte-Blandine zur Commune nouvelle Aigondigné zusammengeschlossen.

## Geographie
Mougon-Thorigné lag etwa 15 Kilometer ostsüdöstlich von Niort. Umgeben wurde Mougon-Thorigné von den Nachbargemeinden Fressines und Aigonnay im Norden, Prailles im Nordosten, Beaussais-Vitré im Osten, Celles-sur-Belle im Südosten, Sainte-Blandine im Süden, Prahecq im Westen und Südwesten sowie Vouillé im Westen und Nordwesten.

## Gliederung
| Ortsteil | ehemaliger INSEE-Code | Fläche (km²) | Einwohnerzahl zum 1. Januar 2022 |
| -------- | --------------------- | ------------ | -------------------------------- |
| Mougon   | 79185                 | 21,29        | 2.152                            |
| Thorigné | 79327                 | 18,26        | 1.214                            |

## Sehenswürdigkeiten

### Mougon
- Priorei Saint-Jean-Baptiste, ursprünglich wohl zwischen 1023 und 1031 errichtet, Umbauten im 18. und 19. Jahrhundert
- Kirche

## Persönlichkeiten
- Louis Claude Monnet de Lorbeau (1766–1819), General